# Phalgea lutea
Phalgea lutea là một loài tò vò trong họ Ichneumonidae.